# Делта III
Делта III е ракета-носител за еднократна употреба от фамилията Делта, построена от Боинг. Първият ѝ полет е на 26 август 1998 година. От трите ѝ полета, първите два са неуспешни, а третият е извел само пробен товар в орбита. Делта III имаше два пъти по-голяма товароподемност от предшественика си - Делта II.

## История
През 1990-те години масата на сателитите нараства драстично, което кара Боинг да започне разработката на нова ракета, която да запази конкурентоспособността на фирмата. Така се ражда Делта III – тя има по-големи и по-мощни ракетни ускорители от предшествениците си, които впоследствие биват използвани и на по-старата Делта II, криогенна горна степен, която по-късно е използвана при наследника на ракетата Делта IV, по-голяма товароподемност и по-голям товарен отсек.
Технически, ракетата се казва Делта 9000 или серия 9000. Тя запазва номенклатурата за цифровото означаване на моделите от Делта II. След първите три полета Боинг се отказва от ракетата и започва разработката на Делта IV по програмата на военните за създаване на две конкуриращи се тежкотоварни ракети за еднократна употреба (EELV).

## Полети
- Първия полет завършва с неуспех след софтуерен проблем в първата степен.
- Вторият полет също завършва с неуспех след проблем с двигателя на втората степен.
- Третия и последен полет е успешен, но той е тестов и не носи истински сателит.

| № | Дата           | Конфигурация | Товар     | Статут  |
| - | -------------- | ------------ | --------- | ------- |
| 1 | 27 август 1998 | Делта 8930   | Galaxy 10 | Неуспех |
| 2 | 5 май 1999     | Делта 8930   | Orion 3   | Неуспех |
| 3 | 23 август 2000 | Делта 8930   | DM-F3     | Успех   |